# Pierre-Jacques de Joybert de Soulanges et de Marson
Pour les articles homonymes, voir Joybert, Soulanges et Marson (homonymie).
Pierre-Jacques de Joybert de Soulanges et de Marson (8 juillet 1677 à Québec - enterré en la cathédrale de Québec le 16 janvier 1703), fils de Pierre de Joybert de Soulanges et de Marson et de Marie-Françoise Chartier de Lotbinière, fut le premier seigneur de Soulanges au Canada en référence à Soulanges en Champagne, fief Joybert. Il épousa le 2 novembre 1702 à Québec Marie-Anne Bécart de Granville, de qui il n'eut qu'une fille, Marie-Geneviève Joybert de Soulanges, qui épousera Paul-Joseph Le Moyne chevalier de Longueuil. 
Il était de plus le beau-frère du marquis Philippe de Rigaud de Vaudreuil, puisque sa sœur, Louise-Élisabeth de Joybert de Soulanges et de Marson, en était l'épouse.
Pierre-Jacques Joybert de Soulanges de Marson décède le 16 janvier 1703.